# Récompenses individuelles du championnat de France féminin de basket-ball
Voici le palmarès des meilleures joueuses et des autres récompenses individuelles du championnat de France de basket-ball féminin selon le référendum du mensuel Maxi-Basket depuis 1984, puis de l’hebdomadaire Basket News à partir de 2009. La distinction de meilleur entraîneur de la saison est décerné par le syndicat des coachs de basket (SCB).
Entre 1983 et 2005, le mensuel Maxi-Basket sollicite les joueurs et les coaches du championnat pour voter. Depuis 2005, tous les coaches et capitaines de LFB ainsi qu’un panel d’une cinquantaine de journalistes spécialisés sont appelés
à voter.
La Ligue féminine de basket est associée à ce référendum depuis 2001.
Depuis 2018, les Trophées du Basket sont organisés conjointement par la Ligue nationale de basket et la Ligue féminine de basket. Il n’y a plus de distinction entre joueuses françaises et étrangères. Est aussi désigné à partir de cette saison-là un cinq majeur.

## Palmarès de 1984 à aujourd’hui
| Saison             | Meilleure française                                                                       | Meilleure étrangère                                                                       | Meilleure espoire                                                                         | Meilleur entraîneur                                                                       |
| ------------------ | ----------------------------------------------------------------------------------------- | ----------------------------------------------------------------------------------------- | ----------------------------------------------------------------------------------------- | ----------------------------------------------------------------------------------------- |
| 1984               | Irène Guidotti (Stade français Versailles)                                                | Non attribué                                                                              | Non attribué                                                                              | Non attribué                                                                              |
| 1985               | Catherine Malfois (AS Montferrand)                                                        | Non attribué                                                                              | Non attribué                                                                              | Non attribué                                                                              |
| 1986               | Catherine Malfois (AS Montferrand)                                                        | Denise Curry (Stade français Versailles)                                                  | Non attribué                                                                              | Paul Besson (Stade clermontois)                                                           |
| 1987               | Odile Santaniello (Aix-en-Provence)                                                       | Kristen Cummings (Orchies-Nomain)                                                         | Non attribué                                                                              | Alain Jardel (BAC Mirande)                                                                |
| 1988               | Odile Santaniello (Aix-en-Provence)                                                       | Kristen Cummings (Orchies-Nomain)                                                         | Non attribué                                                                              | Alain Jardel (BAC Mirande)                                                                |
| 1989               | Odile Santaniello (Aix-en-Provence)                                                       | Olga Soukharnova (BAC Mirande)                                                            | Non attribué                                                                              | Ghislaine Renaud (Racing Paris)                                                           |
| 1990               | Odile Santaniello (Aix-en-Provence)                                                       | Olga Soukharnova (BAC Mirande)                                                            | Carole Force (AS Montferrand)                                                             | Alain Jardel (BAC Mirande)                                                                |
| 1991               | Odile Santaniello (Aix-en-Provence)                                                       | Olesya Barel (Challes-les-Eaux)                                                           | Yannick Souvré (Racing Paris)                                                             | Pierre Jouvenet (SC Bordeaux)                                                             |
| 1992               | Odile Santaniello (Aix-en-Provence)                                                       | Alisha Jones (Valenciennes-Orchies)                                                       | Isabelle Fijalkowski (Challes-les-Eaux)                                                   | Indulis Vanags (Racing Paris)                                                             |
| 1993               | Odile Santaniello (Aix-en-Provence)                                                       | Ielena Khoudachova (Challes-les-Eaux)                                                     | Christelle Jouandon (Stade clermontois)                                                   | Jean-Pierre Siutat (Tarbes GB)                                                            |
| 1994               | Odile Santaniello (Aix-en-Provence)                                                       | Andrea Stinson (Tarbes GB)                                                                | Laure Savasta (Cavigal Nice)                                                              | Marc Silvert (Valenciennes-Orchies)                                                       |
| 1995               | Corinne Benintendi (Challes-les-Eaux)                                                     | Ielena Khoudachova (CJM Bourges)                                                          | Audrey Sauret (Valenciennes-Orchies)                                                      | Jacques Vernerey (Aix-en-Provence)                                                        |
| 1996               | Corinne Benintendi (Tarbes GB)                                                            | Judith Balogh (Tarbes GB)                                                                 | Sandra Le Dréan (Aix-en-Provence)                                                         | Patrick Lazare (RC Strasbourg)                                                            |
| 1997               | Isabelle Fijalkowski (CJM Bourges)                                                        | Eva Němcová (CJM Bourges)                                                                 | Edwige Lawson (W Bordeaux)                                                                | Vadim Kapranov (CJM Bourges)                                                              |
| 1998               | Yannick Souvré (CJM Bourges) Odile Santaniello (CJM Bourges)                              | Eva Němcová (CJM Bourges)                                                                 | Edwige Lawson (W Bordeaux)                                                                | Vadim Kapranov (CJM Bourges)                                                              |
| 1999               | Catherine Melain (CJM Bourges)                                                            | Polina Tzekova (Tarbes GB)                                                                | Ilona Korstine (CJM Bourges)                                                              | Francis Dandine (W Bordeaux)                                                              |
| 2000               | Catherine Melain (CJM Bourges)                                                            | Polina Tzekova (Tarbes GB)                                                                | Claire Seigle (Aix-en-Provence)                                                           | Abdou N’Diaye (Aix-en-Provence)                                                           |
| 2001               | Catherine Melain (CJM Bourges)                                                            | Ann Wauters (Valenciennes)                                                                | Céline Dumerc (Tarbes GB)                                                                 | Olivier Hirsch (CJM Bourges)                                                              |
| 2002               | Nicole Antibe (CJM Bourges)                                                               | Allison Feaster (Valenciennes)                                                            | Céline Dumerc (Tarbes GB)                                                                 | Laurent Buffard (Valenciennes)                                                            |
| 2003               | Lucienne Berthieu (Aix-en-Provence)                                                       | Allison Feaster (Valenciennes)                                                            | Sabrina Reghaissia (Villeneuve-d’Ascq)                                                    | Abdou N’Diaye (Aix-en-Provence)                                                           |
| 2004               | Audrey Sauret (Valenciennes)                                                              | Allison Feaster (Valenciennes)                                                            | Élodie Godin (Bourges)                                                                    | Laurent Buffard (Valenciennes)                                                            |
| 2005               | Sandra Le Dréan (Valenciennes)                                                            | Grace Daley (Mondeville)                                                                  | Élodie Godin (Bourges)                                                                    | Hervé Coudray (Mondeville)                                                                |
| 2006               | Sandrine Gruda (Valenciennes)                                                             | Tamika Whitmore (Mourenx)                                                                 | Sandrine Gruda (Valenciennes)                                                             | Alain Weisz (Aix-en-Provence)                                                             |
| 2007               | Sandrine Gruda (Valenciennes)                                                             | Hamchétou Maïga-Ba (Mondeville)                                                           | Sandrine Gruda (Valenciennes)                                                             | Pierre Vincent (Bourges)                                                                  |
| 2008               | Céline Dumerc (Bourges)                                                                   | Belinda Snell (Bourges)                                                                   | Nwal-Endéné Miyem (Bourges)                                                               | Pierre Vincent (Bourges)                                                                  |
| 2009               | Isabelle Yacoubou (Tarbes GB)                                                             | Tanisha Wright (Tarbes GB)                                                                | Marielle Amant (Arras)                                                                    | François Gomez (Tarbes GB)                                                                |
| 2010               | Isabelle Yacoubou (Tarbes GB)                                                             | Leilani Mitchell (Arras)                                                                  | Alexia Plagnard (Lattes-Montpellier)                                                      | Bruno Blier (Arras)                                                                       |
| 2011               | Emmeline Ndongue (Bourges)                                                                | Mistie Bass (Challes-les-Eaux)                                                            | Esther Niamke-Moisan (Mondeville)                                                         | Valéry Demory (Lattes-Montpellier)                                                        |
| 2012               | Edwige Lawson-Wade (Lattes-Montpellier)                                                   | Mistie Bass-Mims (Challes-les-Eaux)                                                       | Sara Chevaugeon (Challes-les-Eaux)                                                        | Hervé Coudray (Mondeville)                                                                |
| 2013               | Géraldine Robert (Lattes-Montpellier)                                                     | Marianna Tolo (Aix-en-Provence)                                                           | Emma Meesseman (Villeneuve-d’Ascq)                                                        | Matthieu Chauvet (Toulouse)                                                               |
| 2014               | Céline Dumerc (Bourges)                                                                   | Danielle Page (Basket Landes)                                                             | Valériane Ayayi (Basket Landes)                                                           | Olivier Lafargue (Basket Landes)                                                          |
| 2015               | Djéné Diawara (Arras)                                                                     | Lizanne Murphy (Angers)                                                                   | Clarince Djaldi-Tabdi (Arras)                                                             | Frédéric Dusart (Villeneuve-d’Ascq)                                                       |
| 2016               | Amel Bouderra (Charleville-Mézières)                                                      | Latoya Williams (Lyon)                                                                    | Alix Duchet (Arras)                                                                       | Romuald Yernaux (Charleville-Mézières)                                                    |
| 2017               | Amel Bouderra (Charleville-Mézières)                                                      | Katherine Plouffe (Nantes-Rezé)                                                           | Alexia Chartereau (Bourges)                                                               | Romuald Yernaux (Charleville-Mézières)                                                    |
| Trophées du basket |                                                                                           |                                                                                           |                                                                                           |                                                                                           |
| 2018               | Nayo Raincock-Ekunwe (Nantes-Rezé)                                                        | Nayo Raincock-Ekunwe (Nantes-Rezé)                                                        | Alexia Chartereau (Bourges)                                                               | François Gomez (Tarbes Gespe Bigorre)                                                     |
| 2019               | Helena Ciak (Lattes-Montpellier)                                                          | Helena Ciak (Lattes-Montpellier)                                                          | Marine Fauthoux (Tarbes Gespe Bigorre)                                                    | Valéry Demory (Lyon ASVEL féminin)                                                        |
| 2020               | Récompenses non décernées en raison de l’arrêt de la saison dû à la pandémie de Covid-19. | Récompenses non décernées en raison de l’arrêt de la saison dû à la pandémie de Covid-19. | Récompenses non décernées en raison de l’arrêt de la saison dû à la pandémie de Covid-19. | Récompenses non décernées en raison de l’arrêt de la saison dû à la pandémie de Covid-19. |
| 2021               | Alexia Chartereau (Bourges)                                                               | Alexia Chartereau (Bourges)                                                               | Iliana Rupert (Bourges)                                                                   | Olivier Lafargue (Bourges)                                                                |
| 2022               | Iliana Rupert (Bourges)                                                                   | Iliana Rupert (Bourges)                                                                   | Pauline Astier (Bourges)                                                                  | Olivier Lafargue (Bourges)                                                                |
| 2023               | Kennedy Burke (Villeneuve-d’Ascq)                                                         | Kennedy Burke (Villeneuve-d’Ascq)                                                         | Carla Leite (Tarbes)                                                                      | David Gautier (Lyon)                                                                      |
| 2024               | Kennedy Burke (Villeneuve-d’Ascq)                                                         | Kennedy Burke (Villeneuve-d’Ascq)                                                         | Dominique Malonga (Tarbes)                                                                | Rachid Meziane (Villeneuve-d’Ascq)                                                        |
| 2025               | Kariata Diaby-Martinière (Bourges)                                                        | Kariata Diaby-Martinière (Bourges)                                                        | Dominique Malonga (Lyon)                                                                  | Olivier Lafargue (Bourges)                                                                |

## Cinq majeur (à partir de 2018)
| Saison | Poste 1                                                                                   | Poste 2                                                                                   | Poste 3                                                                                   | Poste 4                                                                                   | Poste 5                                                                                   |
| ------ | ----------------------------------------------------------------------------------------- | ----------------------------------------------------------------------------------------- | ----------------------------------------------------------------------------------------- | ----------------------------------------------------------------------------------------- | ----------------------------------------------------------------------------------------- |
| 2018   | Amel Bouderra (Charleville)                                                               | Marine Johannès (Bourges)                                                                 | Valériane Ayayi (Bourges)                                                                 | Michelle Plouffe (Tarbes)                                                                 | Nayo Raincock-Ekunwe (Nantes-Rezé)                                                        |
| 2019   | Julie Allemand (Lyon ASVEL)                                                               | Marine Johannès (Bourges)                                                                 | Haley Peters (Charleville)                                                                | Kariata Diaby (Landerneau)                                                                | Helena Ciak (Lattes-Montpellier)                                                          |
| 2020   | Récompenses non décernées en raison de l’arrêt de la saison dû à la pandémie de Covid-19. | Récompenses non décernées en raison de l’arrêt de la saison dû à la pandémie de Covid-19. | Récompenses non décernées en raison de l’arrêt de la saison dû à la pandémie de Covid-19. | Récompenses non décernées en raison de l’arrêt de la saison dû à la pandémie de Covid-19. | Récompenses non décernées en raison de l’arrêt de la saison dû à la pandémie de Covid-19. |
| 2021   | Julie Allemand (Lattes-Montpellier)                                                       | Marine Johannès (Lyon ASVEL)                                                              | Valériane Vukosavljević (Basket Landes)                                                   | Alexia Chartereau (Bourges)                                                               | Myisha Hines-Allen (Lattes-Montpellier)                                                   |
| 2022   | Olivia Epoupa (Lattes-Montpellier)                                                        | Alexis Peterson (Angers)                                                                  | Ornella Bankolé (Roche Vendée)                                                            | Regan Magarity (Basket Landes)                                                            | Iliana Rupert (Bourges)                                                                   |
| 2023   | Yvonne Anderson (Bourges)                                                                 | Marine Johannès (Lyon)                                                                    | Kennedy Burke (Villeneuve-d’Ascq)                                                         | Oderah Chidom (Saint-Amand)                                                               | Isabelle Yacoubou (Tarbes)                                                                |
| 2024   | Carla Leite (Tarbes)                                                                      | Janelle Salaün (Villeneuve-d’Ascq)                                                        | Kennedy Burke (Villeneuve-d’Ascq)                                                         | Kayla Alexander (Bourges)                                                                 | Dominique Malonga (Tarbes)                                                                |
| 2025   | Leïla Lacan (Basket Landes)                                                               | Monique Akoa Makani (Charnay-lès-Mâcon)                                                   | Murjanatu Musa (Tarbes)                                                                   | Dominique Malonga (Lyon)                                                                  | Kariata Diaby-Martinière (Bourges)                                                        |

### Palmarès par joueur
| Rang | Joueur               | Nominations |
| ---- | -------------------- | ----------- |
| 1    | Marine Johannès      | 4           |
| 2    | Julie Allemand       | 2           |
| 2    | Valériane Ayayi      | 2           |
| 2    | Kennedy Burke        | 2           |
| 2    | Dominique Malonga    | 2           |
| 2    | Kariata Diaby        | 2           |
| 7    | Carla Leite          | 1           |
| 7    | Janelle Salaün       | 1           |
| 7    | Kayla Alexander      | 1           |
| 7    | Isabelle Yacoubou    | 1           |
| 7    | Oderah Chidom        | 1           |
| 7    | Yvonne Anderson      | 1           |
| 7    | Olivia Époupa        | 1           |
| 7    | Amel Bouderra        | 1           |
| 7    | Alexis Peterson      | 1           |
| 7    | Ornella Bankolé      | 1           |
| 7    | Haley Peters         | 1           |
| 7    | Michelle Plouffe     | 1           |
| 7    | Alexia Chartereau    | 1           |
| 7    | Regan Magarity       | 1           |
| 7    | Nayo Raincock-Ekunwe | 1           |
| 7    | Helena Ciak          | 1           |
| 7    | Myisha Hines-Allen   | 1           |
| 7    | Iliana Rupert        | 1           |
| 7    | Monique Akoa Makani  | 1           |
| 7    | Murjanatu Musa       | 1           |
| 7    | Leïla Lacan          | 1           |